# Embaixada da Ucrânia na Eslováquia

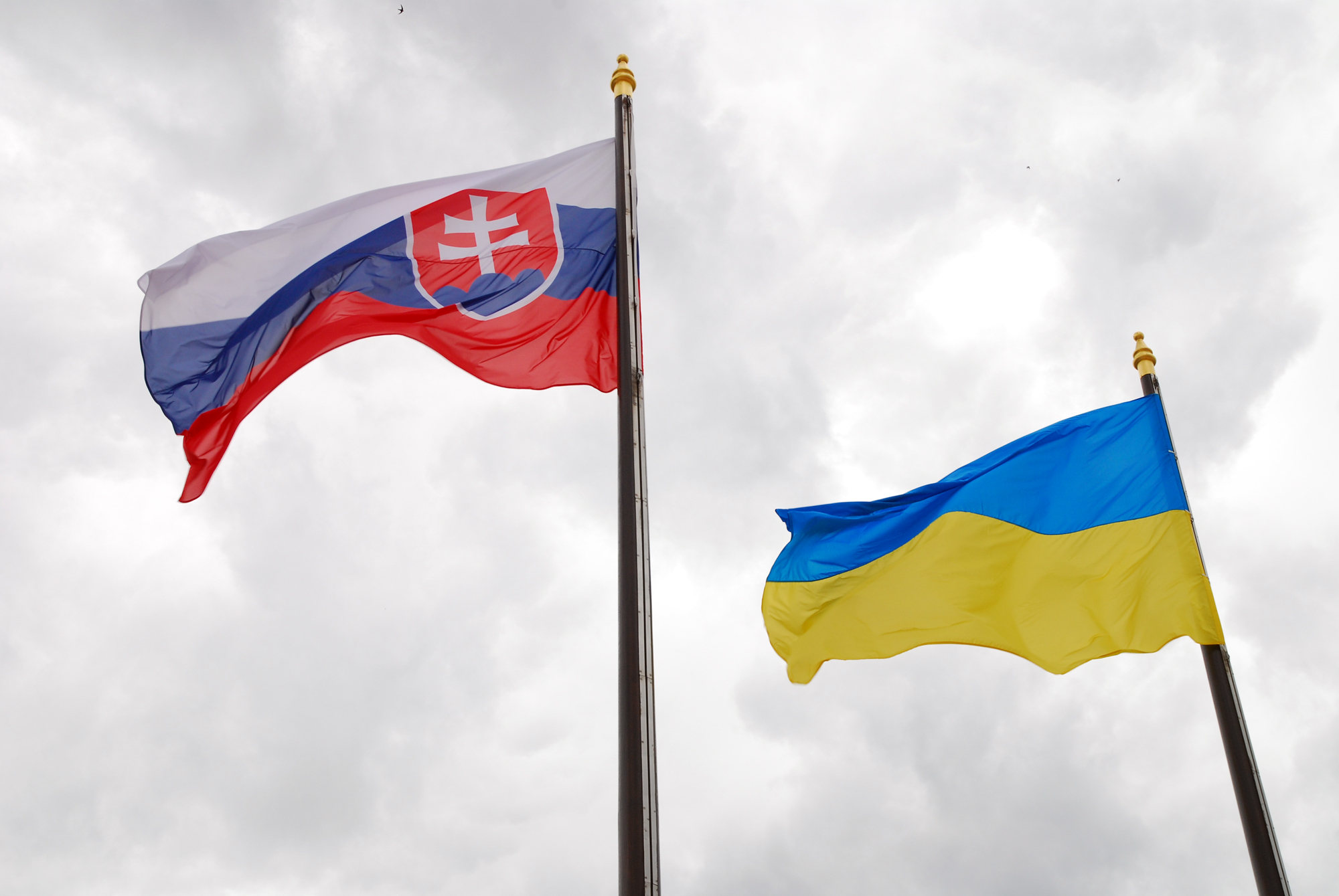
Bandeiras da Eslováquia e da Ucrânia

A Embaixada da Ucrânia na Eslováquia é a missão diplomática da Ucrânia na Eslováquia. O edifício da embaixada está localizado na Radvanská 35 em Bratislava. O embaixador ucraniano na Eslováquia é Jurij Muschka, desde janeiro de 2017.

## História

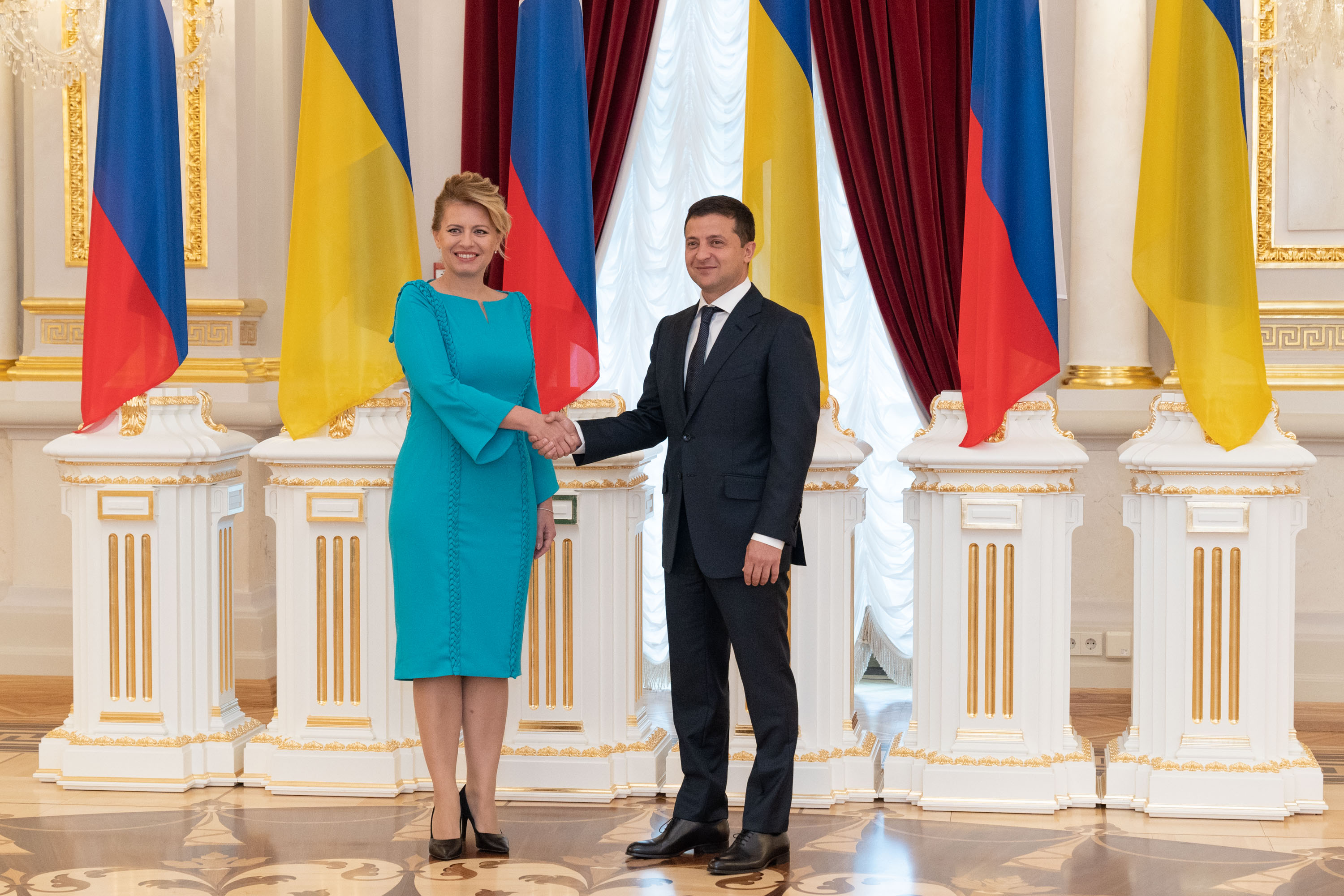
Os atuais presidentes Zuzana Čaputová da Eslováquia e Volodymyr Zelensky da Ucrânia em 2019

Durante o período entreguerras, o Oblast ucraniano de Zakarpattia fazia parte da Checoslováquia, antes de ser cedido à Hungria.
Após o colapso da União Soviética, a Ucrânia declarou-se independente em agosto de 1991. No dia 1 de janeiro de 1993, a Ucrânia tornou-se um dos primeiros países do mundo a reconhecer a independência de estado da República Eslovaca. A continuação das relações diplomáticas com a Eslováquia foi acordada como a data oficial para o estabelecimento das relações diplomáticas em 9 de junho de 1934. O representante diplomático era antes de 1993 o embaixador em Praga. Roman Lubkivskyi foi credenciado como o primeiro embaixador. Inna Ohniwez foi a primeira embaixadora, em 2005.
Em 2000, a Eslováquia criou um consulado geral em Uzhhorod.
A embaixada está localizada em Radvanská 35, no oeste da capital eslovaca.